# Donald Quarrie
Donald O’Riley „Don” Quarrie (Kingston, 1951. február 25. –) olimpiai bajnok jamaicai atléta, rövidtávfutó, az 1970-es évek egyik legjobb sprintere volt. Öt olimpián indult.

## Pályafutása

### Versenyzőként
Quarrie már 17 évesen tagja volt a jamaicai 100 méteres síkfutó csapatnak az 1968-as olimpiai játékokon, de egy edzésen megsérült, így nem vehetett részt a versenyeken. Egyetemi tanulmányait az Egyesült Államokban folytatta, ahol versenyzői képességei is javultak. Az 1970-es nemzetközösségi játékokon első helyen végzett 100 és 200 méteren, meglepve tapasztaltabb versenyzőtársait. Harmadik aranyát a 4 × 100 méteres váltóban gyűjtötte be.
A következő évben az egyéni számokban a duplázást megismételte a pánamerikai játékokon. 200 méteren az ideje kézi méréssel 19,8 volt, mellyel beállította a világcsúcsot (a nem hivatalos elektronikus mérés szerint 3 századdal rosszabb eredményt ért el a világrekordnál). A müncheni olimpián esélyesként számoltak vele, de megint elpártolt tőle a szerencse, a 200 méteres elődöntőt fel kellett adnia sérülés miatt.
1974-ben ismét mindkét sprint számot megnyerte a nemzetközösségi játékokon. A következő évben újra a világcsúccsal azonos időt futott 200 méteren (19,8), majd 1976-ban kézi méréssel 100 méteren (9,9). Azon kevés atléták közé tartozott, akik egyidejűleg birtokolták a két táv világrekordját. 1976-ban az olimpián végre elkerülték a sérülések. 100 méteren kevéssel, de kikapott a trinidadi Hasely Crawfordtól, 200 méteren pedig 20,22-dal olimpiai bajnok lett. 1978-ban sorozatban harmadszor lett a nemzetközösség 100 méteres bajnoka.
Negyedik olimpiáján, Moszkvában rövidebbik távján kiesett az elődöntőben. Címvédőként 200 méteren végül a dobogó harmadik fokáig jutott. Az 1983-as atlétikai világbajnokságra nevezték ugyan 200 méteren, de nem indult el. 1984-ben Quarrie már nem tartozott a világ legjobb sprinterei közé, így nem volt meglepő, hogy az olimpián 200 méteren kiesett a versenyből, de így is bővítette éremgyűjteményét, mivel a jamaicai 4 × 100 méteres váltóval második lett az Egyesült Államok mögött.

### Edzőként
2006 októberétől Quarrie a kínai atléták mellett dolgozott, tanácsadóként segítve a felkészülésüket a 2008-as olimpiára.

## Fordítás
Ez a szócikk részben vagy egészben  a   Donald Quarrie című angol Wikipédia-szócikk fordításán alapul.  Az eredeti cikk szerkesztőit annak laptörténete sorolja fel. Ez a jelzés csupán a megfogalmazás eredetét és a szerzői jogokat jelzi, nem szolgál a cikkben szereplő információk forrásmegjelöléseként.